# Tomas Sjödin
Tomas Sjödin (Kramfors, 6 augustus 1959) is een Zweeds voorganger en schrijver.

## Levensloop
Sjödin groeide op binnen de pinksterbeweging. Sinds 2005 is hij voorganger in de Smyrna-kerk in Göteborg, de op één na grootste pinkstergemeente van Zweden. Eerder werkte hij acht jaar voor de pinkstergemeente als jeugdvoorganger. In Zweden schuift Sjödin regelmatig aan in radio- en televisieprogramma's. Daarnaast schrijft hij al dertig jaar columns voor het dagblad Göteborgs-Posten. Van de hand van Sjödin verschenen tientallen boeken, waarvan een aantal vertaald is in het Nederlands.

## Persoonlijk
Samen met zijn vrouw Lotta kreeg Sjödin drie zonen. Twee zonen overleden aan een progressieve hersenziekte.